# 1090-talet

## Händelser
- Första korståget genomförs 1095-1101.

## Födda
- 1091 - Bernhard av Clairvaux, fransk abbot, mystiker och helgon.

## Avlidna
- 1093 - Olav Kyrre, kung av Norge.
- 1094 - Håkan Magnusson Toresfostre, kung av Norge.
- 18 augusti 1095 - Olof Hunger, kung av Danmark.
- 29 juli 1099 - Urban II, påve.